# João Severiano Maciel da Costa
João Severiano Maciel da Costa, primeiro visconde com Grandeza e marquês de Queluz (Mariana, 27 de dezembro de 1769 — Rio de Janeiro, 19 de novembro de 1833), foi um magistrado e político brasileiro.
Governador da Guiana Francesa, quando da sua ocupação por tropa portuguesa, de 1809 a 1817.
Foi deputado à Assembleia Constituinte pela província de Minas Gerais, Ministro do Império, ministro da Fazenda, conselheiro de Estado, presidente da província da Bahia e senador do Império do Brasil. Além disso, foi dignitário da Imperial Ordem do Cruzeiro em 1824.

## Primeiros anos e formação
Nascido em Mariana, em 27 de dezembro de 1769, filho do coronel Domingos Alves de Oliveira Maciel e sua mulher, Bárbara Benedita de Tavares da Costa Lobo Ferreira, João Severiano Maciel tinha somente uma irmã denominada Joana Teodora Inácia Xavier. Seu pai fora advogado e deputado da Assembleia Constituinte. Era neto do capitão-mor José Alves Maciel e bisneto do coronel Maximiano de Oliveira Leite, potentado da zona do Carmo, descendia portanto do grande bandeirante Fernão Dias.
Ao ingressar na faculdade de Coimbra em Portugal, João realizou a sua matrícula adicionado o Da Costa ao seu sobrenome e aplicou-se para estudar Direito e Matemática, sendo o último obrigado pela família. Formou-se em 1792 em Direito e em 1793 em cânones. Não se sabe o motivo da troca de matemática para canto.
Ao regressar ao Brasil seu primeiro emprego foi de desembargador agravista da Casa de Suplicação, onde ficou até chegada da família real em 1808, quando recebeu uma missão especial do Príncipe Regente. Tal missão o levou no ano seguinte para a Guiana Francesa onde ficou até 1817 como intendente-geral de Caiena. Ao voltar para o Brasil Maciel trouxe consigo diversas especiarias e frutos, entre eles estão: noz-moscada, fruta-pão, cravo- da- índia, camboeira, abacateiro e a cana caiena - melhor cana que a cultivada no país.
Após regressar de Caiena, Maciel se instalou no Rio de Janeiro, local onde importantes decisões políticas e administrativas eram realizadas. Na cidade maravilhosa onde era um indivíduo extremamente influente, considerado confidente do Rei, mas em 1821 foi preso juntamente com outros indivíduos acusado de tramar um impedimento da ida do Príncipe Regente para Lisboa e foi despachado juntamente com Dom João IV para a Europa onde ao chegar foi impedido de desembarcar e como resultado voltou ao Brasil.
Ao retornar, Maciel publicou o folheto ‘‘Apologia que dirige á Nação portugueza João Severiano Maciel da Costa a fim de se justificar das imputaçõis que lhe fazem homens obscuros, as quais derão causa ao decreto de 5 de Junho e à providencia comunicada no aviso de 11 de Julho do corrente ano de 1821’‘. Nele explicou o motivo de desejar revogar o decreto das Côrtes para aqueles que proibiram a permanência dele e outros indivíduos que acompanharam Dom João VI de volta a Lisboa.
Já em 1822, Maciel se manteve distante da confusão que culminou na Independência do Brasil. Após a proclamação contrariado jurou lealdade ao Regente Dom Pedro, mas apreciou o método adotado para que o país ganhasse a autonomia. No ano seguinte, 1823, adentrou a carreira política concorrendo a Assembleia Constituinte representando o seu estado de origem, Minas Gerais.
Foi eleito presidente da Assembleia que logo foi dissolvida pelo Imperador, mas Maciel fora escolhido para participar a Comissão Especial na qual foi o primeiro a assinar a Constituição de 1824 e por este feito recebeu a Imperial Ordem do Cruzeiro. Sendo considerado o único homem que o Imperador ouvia foi nomeado Ministro do Império e no qual foi demitido no mesmo ano.
Após a demissão, em 1825, ele foi eleito presidente da Bahia, cargo que ocupou até 1826, ano em que voltou para a Assembleia e logo saiu para ser Ministro dos Estrangeiros onde realizou grandes feitos. Nesse mesmo ano foi elevado de Visconde de Queluz para Marquês, com grandeza.
Maciel foi casado com Juliana de Oliveira e teve diversos filhos, entre eles se destaca-se João Tavares Maciel da Costa, primeiro barão de Queluz e segundo  Marquês de Queluz que se casou com Cândida Augusta de São José Werneck.

## Acontecimentos marcantes

### Intendente Geral de Caiena (1810-1817)
A pedido do Príncipe Regente Maciel foi governar a cidade de Caiena na Guiana Francesa. Em suas memórias ele descreveu o seu período enquanto administrador da região:
“Cresceu a estima del-Rei vendo o modo com que organizei na Guiana francesa uma administração completa em todos os seus ramos de justice, polícia e fazenda, preparando os planos orgânicos e dando regimento às diferentes repartições; e como dirigi esta mesma administração oito anos com plena satisfação sua e de seus ministros, e geral contentamento dos habitantes daquela conquista, que inda hoje choram por um govêrno tão paternal; como submeti, contentei e conservei em tranquilidade uma guarnição de 1300 homens, que por duas vêzes se sublevara contra seus superiores, chegando a ponto de irem, às mãos os dois partidos dentro mesmo da vila, com artilharia e arma branca, ficando alguns mortos e feridos; [ ••••••] como tirei o partido possível daquela conquista, quando previ que poderia vir a ser restituída aos franceses, fazendo transplantar para o Brasil o que havia nela de gêneros preciosos, tanto indígenas como estrangeiros, e fundando, como fundei, por minha só diligência, três jardins de especiarias: um no Pará, outro em Pernambuco e outro no Rio de Janeiro, que florecem;  onde entre outras coisas temos o giroflê e moscada; e enfim vulgarizando a cana-de-açúcar de Caiena, que é tão superior à crioula do Brasil que tem feito triplicar os rendimentos dos engenhos.” 
Ao voltar da região Maciel trouxe mudas de diversas especiarias e incentivou a criação de jardins botânicos que mantivesse as plantas que ele mandara de Caiena como é explicado no trabalho acadêmico Jardins Botânicos luso-brasileiros de Nelson Sanjad, Doutor em História das Ciências pela Fundação Oswaldo Cruz (2005)
“Em ofício de abril de 1811, o intendente geral de Caiena, João Severiano Maciel da Costa, defendeu junto ao ministro dos negócios do interior a necessidade de um horto botânico em Pernambuco, para onde vinha enviando muitas plantas. Em julho do mesmo ano, D. Rodrigo respondeu a Maciel da Costa louvando sua iniciativa e informando que as plantas que chegaram à corte foram logo enviadas “para o estabelecimento da Lagoa de Freitas”.

### Deputado da Assembleia Constituinte (1823-1824)
Ao participar da Assembleia concorreu contra Ribeiro Andrada a presidência da casa na qual ganhou com 50 votos. Maciel foi o último governante da casa que foi dissolvida pelo Imperador em novembro de 1823. Em 1824 ele participou do Conselho Especial que montou a Constituição, mas Maciel já tinha uma opinião sobre a atitude do Imperador e a Constituição que criou juntamente com outros escolhidos.
“Maciel da Costa ainda considerava perigosa a existência de uma assembleia geral para estruturar e promulgar uma nova constituição antes do efetivo reconhecimento, por Portugal, da independência do Brasil, o que de fato só ocorreria em 1825.  Por esse motivo, julgava fundamental retardar o primeiro processo constitucional do Brasil, que poderia desembocar em um texto muito liberal, o que tornaria o País ingovernável. Para Maciel da Costa, a situação em que o País se encontrava naquele momento não comportava um governo representativo, sendo que a nação apenas poderia gozar da liberdade à medida que essa fosse deferida pelo Soberano, e não por vontade própria.”

### Ministro do Império (1823-1824)
Após criar a Constituição Maciel foi chamado para ser o Ministro do Império por ser considerado inteligente e experiente para dirigir a equipe que seria montada. Por ser totalmente franco com o Dom Pedro I acabou 4 anos depois de nomeado despedido e lhe rendeu a presidência da Bahia em 1825. Nesse período manifestou a sua opinião sobre a imprensa brasileira afirmando:
“a liberdade de Imprensa [era] um dos mais firmes sustentáculos dos Governos Constitucionais, também o abuso dela os [levava] ao abismo da guerra civil e da anarquia”.

### Presidente da Bahia (1825-1826)
Após ser demitido como Ministro, Maciel foi nomeado presidente da Bahia (Governador nos dias atuais) onde ficou apenas por 1 ano por desejar concorrer a senador representando Paraíba do Norte e retornar a Assembleia, mas após o juramento foi realocado para Conselheiro da Coroa sendo nomeado para o Ministério dos Estrangeiros na pasta da fazenda.

### Ministro da Fazenda (1827)
Durante o seu período como ministro da Fazenda Maciel realizou grandes iniciativas como a promulgação das primeiras leis orçamentárias, criação do grande Livro da Dívida Pública, instalação da Caixa de Amortização, redução para 5% a cobrança do quinto do ouro e criação da Alfândega de Paranaguá. Sua visão para a indústria brasileira era de proteção, buscava uma política estatal defendendo uma política proteccionista. Para ele a indústria seria uma aliada da agricultura:
“Maciel da Costa via a indústria como um setor da economia que servia como base de sustentação para a progressivaprosperidade da agricultura e da sociedade de forma geral. Sem a indústria local desenvolvida,o comércio exterior, com base na exportação de produtos agrícolas, não seria capaz de atingir um nível maior de prosperidade e desenvolvimento nacional, porque este estaria sempre inferiorizado em relação a países desenvolvidos industrialmente”.
Maciel compreendia que o desenvolvimento da indústria brasileira precisaria de ajuda do Estado para ser competitiva perante o mercado mundial: “É para salvar a indústria nacional, ainda nascente, contra a concorrência da estrangeira que devem servir as alfândegas, ou impostos diretos bem calculados que, sem destruir a emulação entre os produtores nacionais e estrangeiros, deem mais facilidades aos primeiros que aos segundos (...). É para salvar a indústria nacional, ainda nascente, que o governo deve estar continuamente de atalaia para procurar-lhe todas as comodidades e facilidades possíveis.”

## Últimos anos
João Severiano morreu em 19 de novembro de 1833 na cidade de Vassouras no Rio de Janeiro. O governo imperial providenciou uma pensão anual para que a viúva do Marquês pudesse viver com tranquilidade em 1838.

## Relação com a escravidão
Maciel discutia e tratava a abolição da escravatura com um “um problema para o Estado e previa como solução integrar a sociedade negativa a sociedade positiva, homogeneizado a população" e escreveu diversos textos sobre o assunto, mas em muitas deles as suas opiniões eram contraditórias. Ele buscou na demografia uma resposta e concluiu que o tráfico não algo ruim para os negros mas que o fim dele e da escravidão eram questões de tempo, que iriam se extinguir devagar e gradualmente. O Marquês chegou a escrever um livro sobre o assunto denominado Memoria sobre a necessidade de abolir a introdução dos escravos africanos no Brasil: sobre o modo e condições com que esta abolição se deve fazer; e sobre os meios de remediar a falta de braçõs que ela pode ocasionar. Nele é utilizado argumentos antiescravistas para justificar a permanência do mesmo por mais tempo.

## Obras realizadas
1. 1821: Memoria sobre a necessidade de abolir a introdução dos escravos africanos no Brasil: sobre o modo e condições com que esta abolição se deve fazer; e sobre os meios de remediar a falta de braços que ela pode ocasionar;[5]
2. 1821:  Apologia que dirige á Nação portuguesa João Severiano Maciel da Costa a fim de se justificar das imputações que lhe fazem homens obscuros, as quais deram causa ao decreto de 5 de Junho e à providencia comunicada no aviso de 11 de Julho do corrente ano de 1821.[12]